# Stor rotvattenbagge
Stor rotvattenbagge (Hydrochara caraboides) är en skalbaggsart som först beskrevs av Carl von Linné 1758.  Stor rotvattenbagge ingår i släktet Hydrochara, och familjen palpbaggar. Enligt den finländska rödlistan är arten nära hotad i Finland. Arten är reproducerande i Sverige. Artens livsmiljö är näringsrika sjöar.